# تربة كربلاء

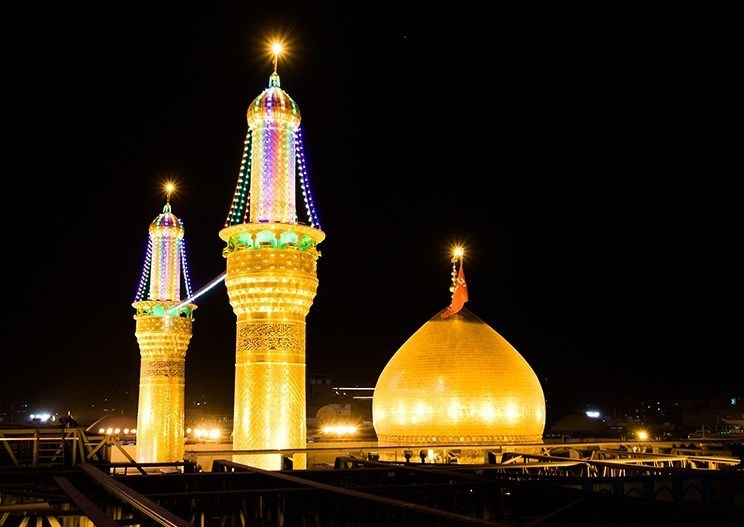
مرقد الحسين بن علي في كربلاء، العراق

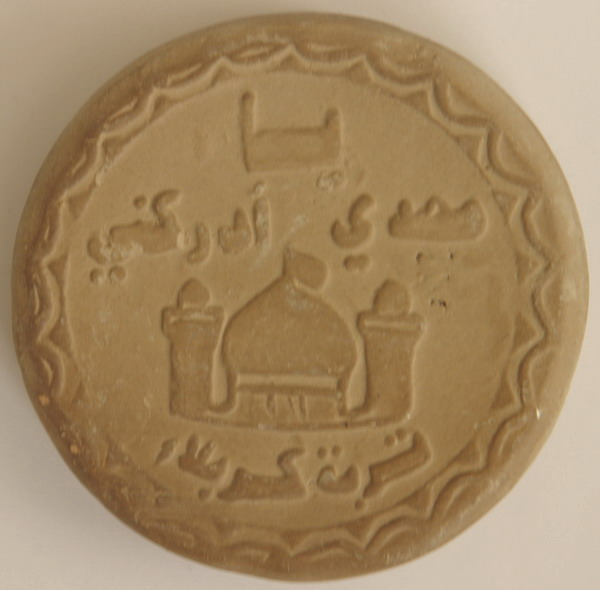
حجر مصنوع من تربة قبر الحسين بن علي

تربة كربلاء،    أو خاك شيفا (بلغة لسان الدعوة والفارسية (بالأردية: خاکِ شِفاء) أو "تربة الإمام الحسين"      هي تربة تؤخذ من قبر الحسين بن علي في مدينة كربلاء. يستخدمها المشركون الشيعة في صنع الألواح الطينية (التربة الحسينية)والمسابح. 

## خلفية
بحسب الروايات الشيعية، لتربة كربلاء آثار متعددة،    ويعد السجود عليها في الصلاة من المستحبات.  وقد أطلق الإمام السادس للشيعة جعفر الصادق على هذه التربة اسم مصفاة الشؤون.  
يحتمل أن مصطلح التربة التي تعني القبر، الضريح، إلخ    تعني كل تربة توجد حول كل قبر مقدس بما فيها قبر النبي محمد، والأئمة الإثني عشر والإمام زاده؛ ولكنها تنسب حصراً إلى تربة قبر الحسين بن علي.
وفقاً لمعتقدات الشيعة، لتربة كربلاء تأثيرات متعددة، منها:
- (الثواب الإلهي) لقارئ الذكر (الذي يحمل هذه التربة في يده) [22]
- تأثيرات روحية عالية على الإنسان (بملامسته للجسد) [23]
- السلامة من المصائب وكل خوف [24]
- السلامة للأطفال (حديثي الولادة) [25]
- الشفاء [26]